# Zbyněk Hejda
Zbyněk Hejda (2. února 1930 Hradec Králové – 16. listopadu 2013 Praha) byl český básník a překladatel. V roce 1989 obdržel Cenu Toma Stopparda, v roce 1996 Cenu Jaroslava Seiferta.

## Život
Maturoval roku 1949 na klasickém gymnáziu v Hradci Králové. Vystudoval estetiku a dějiny umění na Filozofické fakultě UK, kde pak byl v letech 1953–1958 odborným asistentem na katedře dějin dělnického hnutí a KSČ. Od roku 1958 do roku 1968 pracoval ve Vlastivědném středisku Pražské informační služby. V 60. letech též patřil k okruhu autorů časopisu Tvář. V letech 1968–1969 byl redaktorem nakladatelství Horizont. Z nakladatelství odešel na protest proti vyhození jeho ředitele Emanuela Mandlera.
Poté se vyučil knihkupcem a pracoval jako antikvář (ve Štěpánské a Dlážděné ulici v Praze). Po podepsání Charty 77 musel opustit místo v antikvariátu (1979) a živil se jako domovník. Od té doby také pracoval pro Výbor na obranu nespravedlivě stíhaných. V letech 1985–1989 působil v samizdatovém konzervativním časopisu Střední Evropa, k jehož zakladatelům patřil. Roku 1989 byl šéfredaktorem samizdatového čtvrtletníku Sport.
Po sametové revoluci šest let přednášel kulturní antropologii v Ústavu humanitních věd 2. lékařské fakulty UK. Žil v Praze a byl stálým přispěvatelem Revolver Revue.

## Dílo
Svým dílem volně navazuje na literární expresionismus, jehož představitele (Georga Trakla, Gottfrieda Benna) také překládal.
- A tady všude muziky je plno, 1963 (bibliofilie), 1993
- Všechna slast, 1964, 1993
- Blízkosti smrti, Mnichov 1985; přeprac. 1992
- Lady Felthamová, česko-francouzsky Paříž 1987; 1992
- Pobyt v sanatoriu, 1993
- A tady všude muziky je plno, 1993
- Nikoho tam nepotkám, 1994
- Valse melancolique, 1995
- Básně, 1996 – souborné vydání; ed. V. Färber a A. Petruželka
- Překlady, 1998 (G. Benn, G. Trakl, E. Dickinsonová)
- Cesta k Cerekvi, 2004 – Deníkové záznamy z let 1960–1962
- Sny..., 2007 – Záznamy snů od 50. let.

## Ocenění
- 1989 Cena Revolver Revue[3]
- 1996 Cena Jaroslava Seiferta
- 2012 Cena Václava Bendy[4]

V roce 2011 se stal čestným občanem ve svém rodném Hradci Králové.